# بوزولوك
بوزولوك (بالروسية: Бузулук) هي إحدى مدن روسيا في الكيان الفدرالي الروسي أورينبورغ أوبلاست.

## المناخ
يظهر الجدول التالي التغييرات المناخية على مدار السنة لبوزولوك:
| الشهر                             | يناير         | فبراير        | مارس          | أبريل         | مايو        | يونيو        | يوليو        | أغسطس        | سبتمبر       | أكتوبر       | نوفمبر        | ديسمبر        | المعدل السنوي |
| --------------------------------- | ------------- | ------------- | ------------- | ------------- | ----------- | ------------ | ------------ | ------------ | ------------ | ------------ | ------------- | ------------- | ------------- |
| الدرجة القصوى °م (°ف)             | 4.7 (40.5)    | 5.8 (42.4)    | 18.9 (66.0)   | 31.3 (88.3)   | 36.5 (97.7) | 39.8 (103.6) | 41.6 (106.9) | 40.9 (105.6) | 38.0 (100.4) | 27.0 (80.6)  | 19.2 (66.6)   | 8.1 (46.6)    | 41.6 (106.9)  |
| متوسط درجة الحرارة الكبرى °م (°ف) | −8 (18)       | −7.2 (19.0)   | −0.8 (30.6)   | 12.8 (55.0)   | 22.1 (71.8) | 27.5 (81.5)  | 29.0 (84.2)  | 27.4 (81.3)  | 20.9 (69.6)  | 11.2 (52.2)  | 0.3 (32.5)    | −5.9 (21.4)   | 10.8 (51.4)   |
| المتوسط اليومي °م (°ف)            | −11.8 (10.8)  | −11.5 (11.3)  | −5.2 (22.6)   | 6.9 (44.4)    | 15.2 (59.4) | 20.6 (69.1)  | 22.3 (72.1)  | 20.3 (68.5)  | 14.0 (57.2)  | 5.9 (42.6)   | −3.2 (26.2)   | −9.5 (14.9)   | 5.3 (41.5)    |
| متوسط درجة الحرارة الصغرى °م (°ف) | −15.6 (3.9)   | −15.7 (3.7)   | −9.3 (15.3)   | 1.7 (35.1)    | 8.5 (47.3)  | 13.8 (56.8)  | 15.6 (60.1)  | 13.6 (56.5)  | 7.9 (46.2)   | 1.6 (34.9)   | −6.1 (21.0)   | −13.1 (8.4)   | 0.2 (32.4)    |
| أدنى درجة حرارة °م (°ف)           | −43.2 (−45.8) | −40.1 (−40.2) | −36.8 (−34.2) | −26.0 (−14.8) | −5.7 (21.7) | −0.7 (30.7)  | 4.9 (40.8)   | −0.7 (30.7)  | −5.3 (22.5)  | −19.8 (−3.6) | −35.7 (−32.3) | −39.2 (−38.6) | −43.2 (−45.8) |
| الهطول مم (إنش)                   | 29 (1.1)      | 22 (0.9)      | 25 (1.0)      | 28 (1.1)      | 30 (1.2)    | 36 (1.4)     | 41 (1.6)     | 29 (1.1)     | 27 (1.1)     | 34 (1.3)     | 33 (1.3)      | 31 (1.2)      | 365 (14.4)    |
| المصدر: Pogoda i Klimat           |               |               |               |               |             |              |              |              |              |              |               |               |               |